# فيولا سميث
فيولا سميث (بالإنجليزية: Viola Smith)‏ هي عازفة الجاز أمريكية، (ولدت في ماونت كالفاري في الولايات المتحدة 1912 – 2020 م).

## وصلات خارجية
- فيولا سميث على موقع IMDb (الإنجليزية)
- فيولا سميث على موقع ميوزك برينز (الإنجليزية)
- فيولا سميث على موقع ديسكوغز (الإنجليزية)